# Adoption simple
Pour les articles homonymes, voir Adoption (homonymie).
Pour un article plus général, voir Adoption en France.
 (décembre 2023).
En France, l’adoption simple est une adoption qui existe depuis 1804 et qui laisse subsister des liens (de caractère juridique) entre l'enfant et sa famille d'origine (articles 360 et suivants du Code civil français).
Elle est beaucoup moins exigeante dans ses conditions et moins radicale dans ses effets que l'adoption plénière.

## Qui peut adopter?
Une personne seule, âgée de plus de vingt-huit ans, peut adopter une autre personne.
Si celle-ci est mariée, le consentement du conjoint est requis par les articles 361 et suivants du Code civil. 
Une différence d'âge de quinze ans est nécessaire entre l'adopté et l'adoptant, sauf s'il s'agit de l'enfant du conjoint. Dans ce cas, la différence d'âge requise est de dix ans au lieu de quinze ans (Code Civil, art. 344 al.1).
Depuis le 23 avril 2013 l'adoption est permise aux couples homoparentaux dans un cadre où l'adopté est l'un des enfants du couple homoparental.

## Déroulement d'une procédure d'adoption
Elle se fait en adressant une requête au tribunal judiciaire du lieu de résidence. Le ministère d'avocat, ou dans certains cas un notaire ou un autre officier public ou ministériel, est obligatoire (Code de procédure civile, art. 813), sauf si l'enfant a été accueilli par l'adoptant avant l'âge de 15 ans (Code de procédure civile, art. 1168, al. 2).
Dans le cas où le consentement de l'adopté ou de l'adoptant est requis, celui-ci est donné devant un notaire français ou étranger ou devant les agents diplomatiques ou consulaires français (article 348-3 du Code civil, article 361 du Code civil pour l'adoption simple). Précision étant ici apportée que si l'adoptant est marié, le consentement de son conjoint est également requis en raison de l'ajout d'un héritier réservataire. Ces consentements constatés dans l'acte notarié n'est cependant pas définitif et peut faire l'objet d'une rétractation dans les deux mois (article 348-3 du Code civil). Le notaire a l'obligation d'indiquer aux comparants quelles sont les modalités de cette rétractation (article 1165 du Code de procédure civile). Une fois ce délai de deux mois dépassé, le notaire dresse une attestation de non-rétractation. Ce document essentiel est adopté à la requête adressée au tribunal judiciaire compétent qui dispose alors d'un délai de 6 mois pour vérifier si toutes les conditions requises pour l'adoption sont remplies (article 1171 du Code de procédure civile).

## Particularité
L'accueil de l'adopté au foyer de l'adoptant et le placement en vue de l'adoption n'est pas nécessaire.

## Conséquences
- Donne à l'adopté des droits et des devoirs équivalents à ceux d'un enfant biologique. Ainsi par exemple, le nom des parents adoptifs peut s'ajouter au nom d'origine de l'enfant ou le remplace. Il n'y a plus d'obligation
- Pour les parents adoptifs, l'autorité parentale est exclusive et intégrale, sans pour autant que les liens de l'enfant avec la famille d'origine soient rompus, ainsi, l'adopté conserve ses droits d'héritier dans sa famille d'origine.
- L'adopté simple (et ses enfants et petits-enfants) ont vocation à hériter dans les deux familles.
- L'adopté n'est pas héritier réservataire des parents de l'adoptant, c'est-à-dire de ses grands-parents adoptifs.Si l'adoptant a des enfants issus d'un précédent mariage, cela fait exception, ainsi que les transmissions en faveur des enfants qui ont reçu de l'adoptant des secours et des soins non interrompus[pas clair]
- Si l'adopté décède en laissant des descendants, sa succession est réglée selon le droit commun, sinon, sa succession est partagée par moitié entre sa famille d'origine et sa famille adoptive.
- Pas d'incidence sur la nationalité de l'adopté, qui peut être de nationalité étrangère (possible, s'il y a des accords avec la France).

## Adopté mineur ou majeur
- Pas de condition d'âge de l'adopté.
- Le consentement du futur adopté est nécessaire, s'il a plus de treize ans.
- S'il est mineur, (même émancipé) il faut l'accord de ses parents.
- Le futur adopté ; pas de rétractation après avoir donné l'accord.
- Pas de restriction particulière pour l'adopté majeur.

## Remise en cause
L'adoption simple peut être annulée uniquement dans des cas très graves (par exemple alcoolisme grave, extorsion de fonds, ingratitude...). Cette demande peut émaner du ministère public si l'adopté est mineur. S'il est majeur, l'adopté ou l'adoptant peut demander la révocation de l'adoption simple.
L'adoption simple peut également être transformée en adoption plénière jusqu'aux 20 ans de l'enfant.

## Cas particulier
Lorsque la personne à adopter n'est pas de nationalité française, on parle d'adoption internationale.